# Yang Kun
Yang Kun (chino: 杨坤, pinyin: Yáng Kun;; n. el 18 de diciembre de 1972 en Baotou, Mongolia Interior) es un cantante y compositor chino. 

## Biografía
Yang Kun se unió a Baotou Steel Company, una compañía de arte a partir desde 1989. 

## Carrera
En 1993, Yang fue a Pekín para iniciar su carrera musical, se hizo famoso a partir del 2001 después de publicar su primer álbum titulado Wusuowei.
Formó parte del jurado de un evento musical de canto, esto durante su primera temporada en serie.  En la actualidad es juez de otro evento musical llamado Sing my Song o Canto de mi Canción.

## Filmografía

### Apariciones
| Año  | Programa          | Notas          |
| ---- | ----------------- | -------------- |
| 2016 | Hurry Up, Brother | episodio #4.10 |